# Robert Małek
Robert Małek (Zabrze, 15 maart 1971) is een Pools voormalig voetbalscheidsrechter. Hij was in dienst van FIFA en UEFA tussen 2001 en 2013. Ook leidde hij wedstrijden in de Ekstraklasa.
Op 28 juni 2003 leidde Małek zijn eerste wedstrijd in Europees verband tijdens een wedstrijd tussen WIT Georgia en PlusCity Pasching in de eerste ronde van de Intertoto Cup; het eindigde in 2–1 en de Pool gaf één gele kaart. Zijn eerste interland floot hij op 2 juni 2007, toen Faeröer met 1–2 verloor van Italië door onder meer twee goals van Filippo Inzaghi. Tijdens dit duel gaf Małek slechts aan Gennaro Gattuso een gele kaart.

## Interlands
| Datum             | Plaats               | Wedstrijd                 | Uitslag | Competitie           | Kreeg geel | Kreeg voor de tweede keer geel en dus rood | Weggestuurd |
| ----------------- | -------------------- | ------------------------- | ------- | -------------------- | ---------- | ------------------------------------------ | ----------- |
| 2 juni 2007       | Tórshavn, Faeröer    | Faeröer – Italië          | 1 – 2   | EK 2008 kwalificatie | 1          | 0                                          | 0           |
| 8 september 2007  | Chisinau, Moldavië   | Moldavië – Noorwegen      | 0 – 1   | EK 2008 kwalificatie | 1          | 0                                          | 0           |
| 15 oktober 2008   | Tallinn, Estland     | Estland – Turkije         | 0 – 0   | WK 2010 kwalificatie | 1          | 0                                          | 0           |
| 10 oktober 2009   | Guingamp, Frankrijk  | Frankrijk – Faeröer       | 5 – 0   | WK 2010 kwalificatie | 1          | 0                                          | 0           |
| 3 september 2010  | Chisinau, Moldavië   | Moldavië – Finland        | 2 – 0   | EK 2012 kwalificatie | 2          | 0                                          | 1           |
| 11 oktober 2011   | Tallinn, Estland     | Estland – Oekraïne        | 0 – 2   | Vriendschappelijk    | 0          | 0                                          | 0           |
| 10 september 2013 | Luxemburg, Luxemburg | Luxemburg – Noord-Ierland | 3 – 2   | WK 2014 kwalificatie | 2          | 0                                          | 0           |